# 布朗縣 (明尼蘇達州)
布朗县（英語：Brown County）是位於美国明尼蘇達州南部的一個縣，北界明尼苏达河，面積1,602平方公里。根據2020年美國人口普查，共有人口25,912人。縣治新烏爾姆（New Ulm）。該縣成立於1855年2月20日，縣名紀念殖民者約瑟夫·R·布朗。